# Lise Meitner
Lise Meitner, ForMemRS (7 tháng 11 năm 1878 – 27 tháng 10 năm 1968), là một nhà vật lý người Áo, sau đó thành người Thụy Điển, người đã làm nghiên cứu về phóng xạ và vật lý hạt nhân. Meitner là một thành viên của nhóm phát hiện ra phản ứng phân hạch hạt nhân, một thành tích mà đồng nghiệp của bà là Otto Hahn đã được trao tặng giải Nobel Vật lý. Meitner thường được người ta nhắc đến là một trong những ví dụ rõ ràng nhất của thành tựu khoa học của phụ nữ bị bỏ qua bởi Ủy ban Nobel. 
Một nghiên cứu năm 1997 của Physics Today kết luậnt rằng việc bỏ sót Meitner khi xét giải Nobel Vật lý là "một trường hợp hiếm trong đó các ý kiến tiêu cực cá nhân rõ ràng đã dẫn đến việc loại trừ một nhà khoa học xứng đáng" được nhận giải Nobel. Nguyên tố 109, Meitnerium được đặt tên để vinh danh bà.
Lise Meitner đã đóng góp rất lớn vào việc phát hiện ra hiện tượng phân hạch năm 1939 nhưng không bao giờ được nhận Giải Nobel Vật lý. Trong thực tế, chính bà chứ không phải Otto Hahn, người được nhận Giải Nobel Hóa học năm 1944 "vì tạo ra nguyên tố mới nhờ phản ứng phân hạch", đã lần đầu tiên đề cập đến hiện tượng phân hạch đồng vị phóng xạ sau khi phân tích các dữ liệu thí nghiệm và cùng Otto Robert Frisch áp dụng thành công mẫu giọt chất lỏng của Niels Bohr để giải thích hiện tượng này. Nhiều người cho rằng Meitner không được trao giải vì tình trạng trọng nam khinh nữ phổ biến đầu thế kỉ 20 trên Thế giới và ngay trong thành phần ủy ban xét giải, đã dẫn đến những cống hiến của bà bị xem nhẹ và gạt khỏi danh sách trao giải.

## Tiểu sử
Lisa Meitner sinh ra ở Wien, Áo vào năm 1878 trong một gia đình gốc Do Thái. Cha của bà, Philipp Meitner, là một trong những luật sư đầu tiền ở Áo. Bà sinh ngày 7 tháng 11 năm 1878. Bà rút ngắn tên mình từ Elise thành Lise. Theo Sổ đăng ký sinh của cộng đồng Do Thái Wien ghi Meitner sinh ngày 17 tháng 11 năm 1878, nhưng một số tài liệu khác cho rằng bà sinh ngày 7 tháng 11, ngày mà bà sử dụng. Khi trưởng thành, bà chuyển sang Ki tô giáo, theo Giáo hội Luther, và được rửa tội năm 1908. Năm 1901, bà nhập học đại học Wien theo học ngành vật lý. Sau khi giành học vị tiến sĩ vật lý vào năm 1906 bà làm việc năm đầu tại viện lý thuyết vật lý ở Viên.

### Nghiên cứu tại Berlin
Được truyền cảm hứng từ người thầy của mình, nhà vật lý học Ludwig Boltzmann, Meitner nghiên cứu vật lý và trở thành người phụ nữ thứ hai có bằng tiến sĩ vật lý tại Đại học Wien vào năm 1905 ("Wärmeleitung im inhomogenen Körper"). Phụ nữ không được phép tham dự tổ chức giáo dục đại học trong thời kỳ đó, nhưng nhờ hỗ trợ từ cha mẹ của mình, bà đã có thể theo học đại học tư, bà hoàn thành vào năm 1901 với một bài thi "externe Matura" tại Akademisches Gymnasium. Sau khi có bằng tiến sĩ, bà từ chối một lời đề nghị làm việc trong một nhà máy sản xuất đèn khí. Được người cha của mình khuyến khích và hỗ trợ tài chính, bà đã đi đến Berlin. Max Planck cho phép bà tham dự các bài giảng của mình, một cử chỉ bất thường của Planck, cho đến lúc đó từ chối bất kỳ người phụ nữ nào mong muốn tham dự các bài giảng của ông. Sau một năm, Meitner trở thành trợ lý của Planck. Trong những năm đầu, bà làm việc cùng nhau với nhà hóa học Otto Hahn và họ phát hiện một số đồng vị mới. Năm 1909, bà đã trình bày hai bài báo về bức xạ beta. Năm 1912 họ cùng nhau chuyển tới làm việc ở viện hoá học Kaiser Wilhelm và sát cánh bên nhau trong các công trình nghiên cứu quan trọng. Cho đến năm 1937, họ đã phát hiện ra ít nhất 9 nguyên tố có tính phóng xạ khác nhau. Trong thời gian Lise sống và làm việc ở Stockholm họ vẫn ấp ủ những dự định hợp tác nghiên cứu. Tháng mười năm 1938 họ bí mật gặp nhau tại Copenhagen và lập kế hoạch cho các thí nghiệm về phân rã hạt nhân. Lúc đầu Hahn tin rằng phân rã hạt nhân là điều không thể, nhưng Meitner đã chứng minh cho Hahn thấy rằng điều đó đã xảy ra. Meitner là người đầu tiên hiểu rằng nguyên tử hạt nhân chưa phải là nhỏ nhất mà các nguyên tử hạt nhân còn có thể chia thành các phần nhỏ hơn; các nguyên tử urani còn phân chia thành Bari và kryton kèm theo sự giải phóng một số neutron và một năng lượng rất lớn. Các thí nghiệm chứng minh sự phân rã hạt nhân được thực hiện ở phòng thí nghiệm của Hahn ở Berlin.
Trong phần đầu tiên của chiến tranh thế giới thứ nhất, bà làm một y tá xử lý thiết bị tia X. Bà trở lại Berlin và công tác nghiên cứu của mình vào năm 1916, nhưng không phải không có cuộc đấu tranh bên trong. Bà cảm thấy xấu hổ khi muốn tiếp tục các nỗ lực nghiên cứu của mình khi nghĩ về những đau đớn và nỗi thống khổ của các nạn nhân của chiến tranh và nhu cầu y tế và tình cảm của họ. 

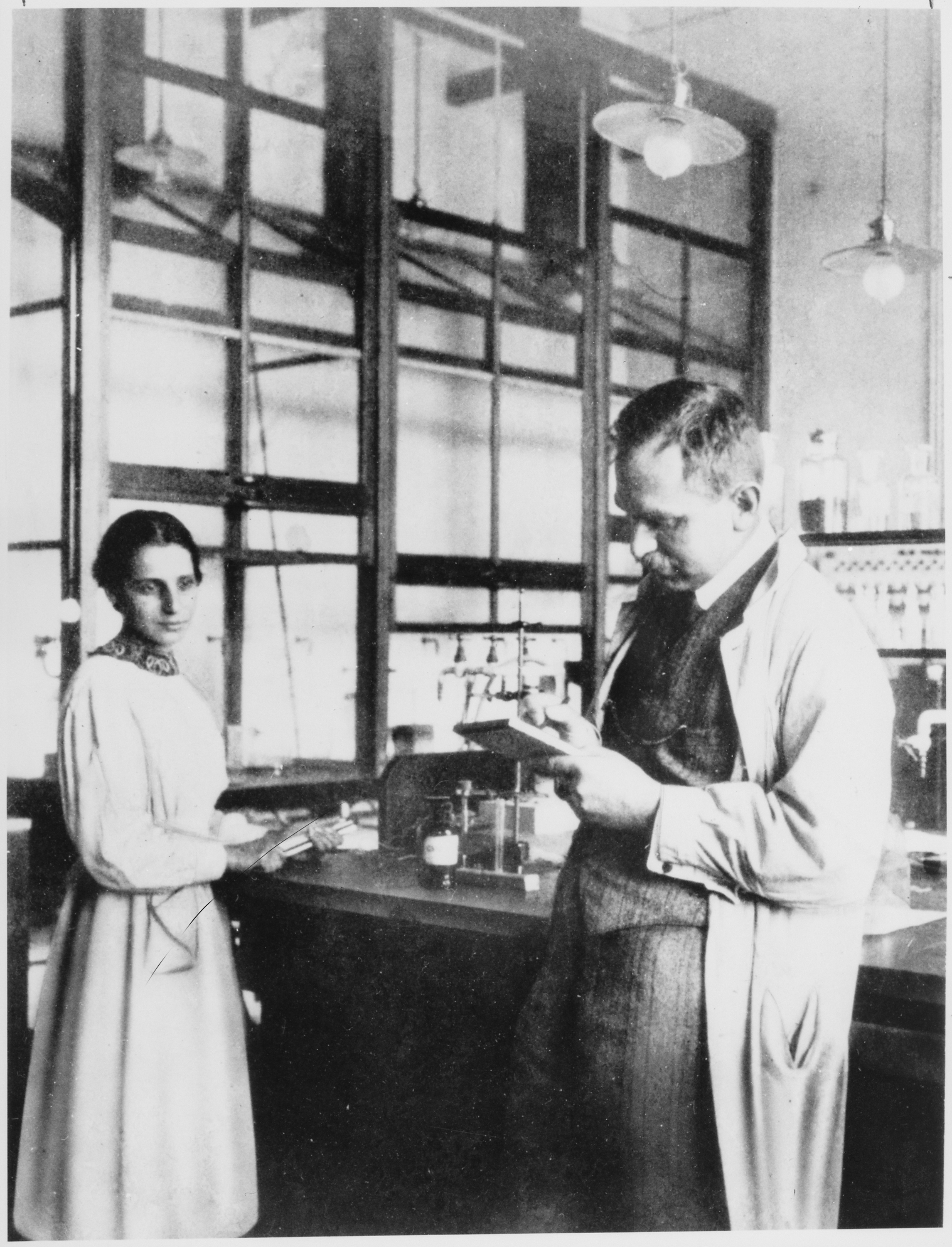
Lise Meitner và Otto Hahn tại phòng thí nghiệm của họ.

Năm 1917, bà và Hahn phát hiện ra đồng vị tồn tại lâu dài đầu tiên của nguyên tố protactini, nhờ phát hiện này bà đã được trao Huy chương Leibniz của Viện Hàn lâm Khoa học Berlin. Năm đó, Meitner được giao mảng vật lý học viện hóa học Kaiser Wilhelm.
Năm 1922, bà phát hiện ra nguyên nhân, Được biết đến là hiệu ứng Auger, sự bức xạ từ bề mặt của các điện tử với các năng lượng "chữ ký". Hiệu ứng này được đặt tên theo Pierre Victor Auger, một nhà khoa học người Pháp phát hiện ra hiệu ứng này một cách độc lập vào năm 1923. 
Năm 1926, Meitner trở thành người phụ nữ đầu tiên ở Đức giữ học hàm giáo sư đầy đủ về vật lý học, tại Đại học Berlin. Năm 1933 Lise Meitner không được dạy học nữa vì là người gốc Do thái. Tuy nhiên bà vẫn có thể tiếp tục chương trình nghiên cứu vật lý hạt nhân tại viện Kaiser-Wilhelm, cuối cùng dẫn đến việc bà cùng Hahn cùng khám phá ra sự phân rã hạt nhân vào năm 1939, sau khi bà đã rời Berlin. Bà đã được Albert Einstein ca ngợi là "Marie Curie Đức".